# 新貝正勝
新貝 正勝（しんがい まさかつ、1944年（昭和19年）2月4日 - ）は、日本の政治家、官僚。元大分県中津市長（3期）、元防衛研究所長。

## 来歴
大分県中津市出身。中津市立大幡小学校、中津市立緑ケ丘中学校、大分県立中津北高等学校卒業。1966年（昭和41年）3月、東京大学法学部卒業。同年4月、住友銀行に入行。1970年（昭和45年）4月、防衛庁に入庁。1977年(昭和52年)5月、米国フレッチャー法律外交大学院修士課程修了。
2000年（平成12年）6月30日、防衛研究所長に就任。2002年（平成14年）8月1日、同所長を退任し契約本部長に就任。2003年（平成15年）5月、防衛庁を退官。同年11月9日に行われた中津市長選挙に出馬し、現職の鈴木一郎を破り初当選。11月17日、市長に就任。2007年（平成19年）、無投票で2期目の当選。2011年（平成23年）10月30日に行われた市長選挙で自由民主党の元県議の大友一夫を破り3期目の当選。2015年（平成27年）3月12日、市議会本会議で次期市長選挙に出馬しない意向を表明した。2015年（平成27年）11月16日、任期満了に伴い市長を退任。2016年（平成28年）11月、旭日中綬章を受章。

## 略歴
- 1970年4月　防衛庁入庁
- 防衛庁装備局通信課長
- 防衛庁人事局人事第三課長
- 防衛庁人事局人事第一課長
- 国際平和協力本部事務局次長
- 防衛施設庁総務部長
- 防衛研究所長
- 2002年（平成14年）8月1日　契約本部長
- 2003年（平成15年）5月　退官